# Marmaduke Tunstall
Marmaduke Tunstall, född 1743 och död den 11 oktober 1790, var en brittisk ornitolog och samlare. År 1771 publicerade Tunstall boken Ornithologica Britannica, troligen det första brittiska arbetet som använde sig av Linnés binärnomenklatur. Samma år blev han medlem av Royal Society.
Thomas Pennant använde Tunstalls kuriosakabinett för att illustrera sina arbeten. Tunstalls samlingar är idag praktiskt taget helt försvunna.